# Christina Ørntoft

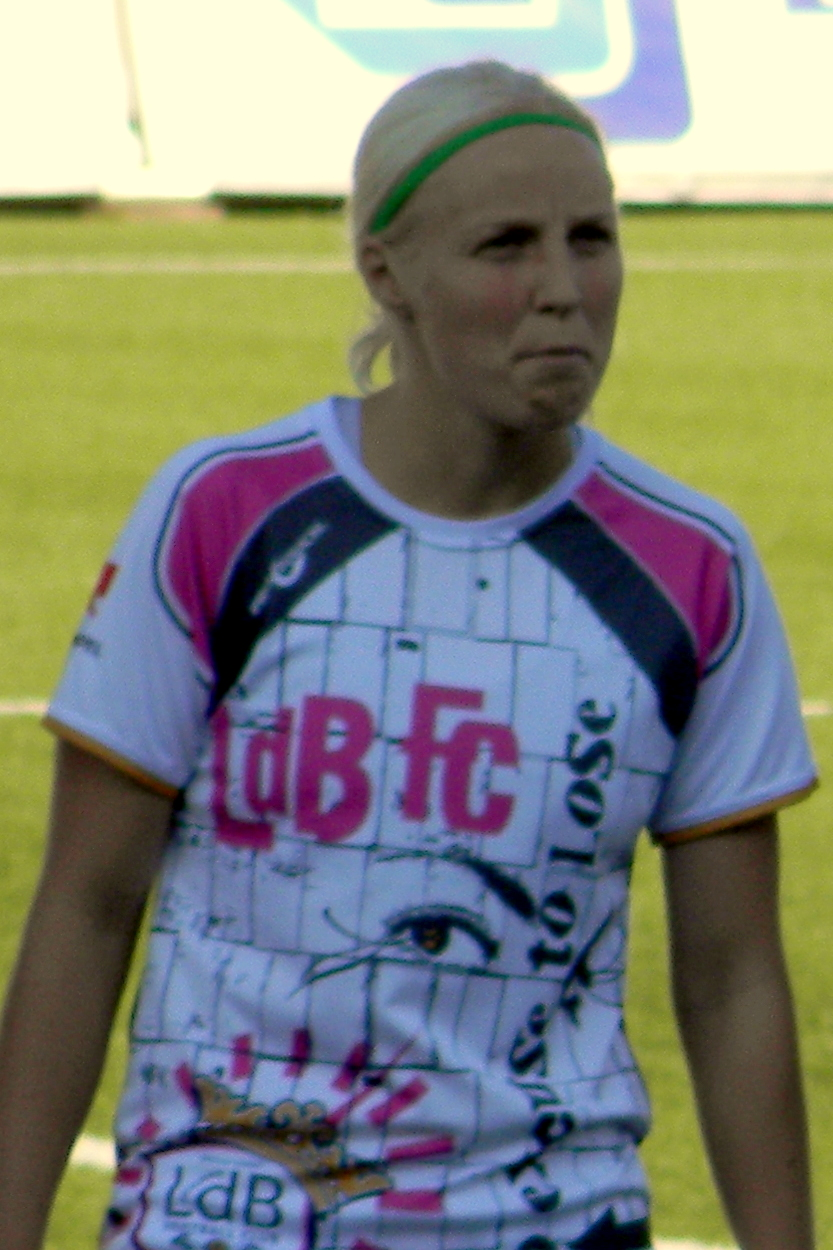
Christina Ørntoft (2011)

Christina Ørntoft (* 2. Juli 1985) ist eine dänische Fußballspielerin. Sie nahm mit der dänischen Nationalmannschaft an der Weltmeisterschaft 2007 und der Europameisterschaft 2013 teil.

## Sportlicher Werdegang
Ørntoft begann mit dem Fußballspielen beim Espergærde IF. Über Lillerød IF und Ballerup-Skovlunde Fodbold kam sie zur Frauschaft von Brøndby IF in die 3F Ligaen. 2008 wechselte sie in die Damallsvenskan nach Schweden, wo sie sich dem LdB FC Malmö anschloss. Während ihres von Verletzungen überschatteten Aufenthalts in Schweden wurde sie mit dem Klub 2010 und 2011 schwedischer Meister. 2012 kehrte sie zu Brøndby IF zurück und gewann hier am Ende des Jahres und 2013 jeweils das Double.
Nachdem Nielsen bereits Juniorennationalspielerin gewesen war, debütierte sie 2005 in der dänischen Nationalmannschaft. Nationaltrainer Kenneth Heiner-Møller berief sie in den Kader für die Weltmeisterschaft 2007. Dort war sie Ergänzungsspielerin, lediglich im abschließenden Gruppenspiel kam sie zum Einsatz. Nachdem sei zwei Jahre später verletzungsbedingt die Teilnahme an der Europameisterschaft 2009 verpasst hatte und sich Dänemark nicht für die WM-Endrunde 2011 hatte qualifizieren können, stand sie bei der Europameisterschaft 2013 erneut im Aufgebot. Als Stammspielerin bestritt sie bis zum Ausscheiden im Halbfinale gegen Norwegen alle fünf Turnierspiele der Auswahl.